# Каммарата
Каммарата (італ. Cammarata, сиц. Cammarata) — муніципалітет в Італії, у регіоні Сицилія,  провінція Агрідженто.
Каммарата розташована на відстані близько 490 км на південь від Рима, 60 км на південний схід від Палермо, 35 км на північ від Агрідженто.
Населення — 6361 особа (2014).
Щорічний фестиваль відбувається 6 грудня. Покровитель — святий Миколай da Bari.

## Демографія
Населення за роками:

Станом на 1 січня 2023 року в муніципалітеті офіційно проживав 101 іноземець з 23 країн, серед них 30 громадян країн Євросоюзу та 2 громадяни України.

## Сусідні муніципалітети
- Аккуавіва-Платані
- Кастельтерміні
- Кастроново-ді-Січилія
- Муссомелі
- Сан-Джованні-Джеміні
- Санто-Стефано-Куїскуїна
- Валлелунга-Пратамено
- Віллальба